# Wenzel von Ankerberg
Wenzel Edler von Ankerberg (* 1757; † 27. Juni 1824 in Wien) war ein Schachspieler, Beamter und Numismatiker.

## Leben
Wenzel Edler von Ankerberg wurde als Wenzel Epstein geboren. Sein Vater war ein armer Jude. Um zu studieren, ging er im Jahr 1771 nach Wien. Dort fand er in einigen Juden sowie im Bankier Adalbert von Henikstein  Förderer, die ihm ein Medizinstudium ermöglichten. Er konvertierte zum katholischen Glauben und änderte seinen Namen in Wenzel Ankerberg. Später wurde er in Innsbruck Präsidialsekretär und danach  Sekretär an der böhmischen Hofkanzlei zu Wien. Dort zeichnete er sich aus, indem er geistreich, humorvoll und kenntnisreich agierte. Außerdem zeigte er sich als guter Schachspieler. Auch widmete er sich der Numismatik: Er sammelte  Münzen und schrieb Beiträge zu Fachzeitschriften, so Gräffers Conversationsblatt. Weil er sich als Beamter bewährte, wurde er in den Adelsstand berufen. Er verstarb 1824 in Wien.